# Schulerzählung
Die Schulerzählung ist ein international vertretenes, kulturspezifisch ausdifferenziertes Genre der erzählenden Literatur und des Films, im weiteren Sinne auch von Drama und Hörspiel. In diesem Genre ist die Schule Thema und Haupt- oder Nebenschauplatz. Die an ihr beteiligten Akteure, also insbesondere die Lehrkräfte und Schüler, sind die Hauptfiguren; Nebenfiguren stellen insbesondere Eltern und Vertreter von Schulbehörden dar.
Adressaten von Schulerzählungen können sowohl Erwachsene als auch Kinder und Jugendliche sein, manche richten sich als All-age-Literatur an alle Altersgruppen. Die Adressierung ist häufig daran zu erkennen, ob vorwiegend aus der Schüler- oder Lehrerperspektive erzählt wird. Eine Sonderform der Schulerzählung, die von der Grundschule bis zum Gymnasium alle gängigen Schulformen thematisieren kann, ist der Internatsroman.
Neben der so bestimmten Schulerzählung als Genre gibt es eine Fülle von literarischen, filmischen oder sonstigen medialen Werken (bspw. Kabarett), in denen Schule und deren Akteure eine prominente Rolle spielen (vgl. Liste der Schulerzählungen in Literatur und Medien), sei es als Episode, als Nebenschauplatz oder als thematische Facette. Prominente literarische Beispiele sind hier bspw. Karl Philipp Moritz’ Anton Reiser (1785 f.), Theodor Fontanes Mathilde Möhring (1896), Ludwig Thomas Lausbubengeschichten (1905), Ernst Glaesers Jahrgang 1902 (1928), Erich Maria Remarques Im Westen nichts Neues (1928) oder Martin Walsers Ein fliehendes Pferd (1978). Diese zahlreichen Werke gilt es zu beachten, wenn sich das Interesse auf künstlerische Entwürfe der Bildungseinrichtung Schule richtet.

## Periodisierung und Gruppierung
Es bieten sich unterschiedliche Modelle der Periodisierung und Gruppierung an. Denkbar ist bspw. eine Periodisierung in Analogie zu literarischen Epochen und eine Gruppierung nach Schulformen, Geschlecht, thematischem Fokus, Kulturen, Ethnien oder nach Medien und Gattungen.
Die nachfolgende Einteilung verzichtet auf eine explizite Gruppierung. Hinsichtlich der Periodisierung zieht sie Verbindungslinien zwischen der Entwicklung der Schulerzählung als solcher (bspw. Lehrer- und Schülerfiguren betreffend) und weitreichenden politisch-gesellschaftlichen Einschnitten. Als solche werden, eingedenk weiterer möglicher Untergliederungen wie 1933 oder 1945 als Eckdaten des Dritten Reichs, aus deutscher Sicht die in der (Literatur-) und (Kultur-)Geschichte zur Periodisierung häufig herangezogenen Jahre 1848/49 (Märzrevolution), 1918/19 (Ende des Deutschen Kaiserreichs), 1967/68 (68er-Bewegung) und 1989/90 (Deutsche Wiedervereinigung) erachtet.

## Schulerzählungen bis 1848
Als erster Internatsroman der Weltliteratur und zudem als erster an Kinder gerichteter Roman gilt The Governess, or The Little Female Academy von Sarah Fielding, veröffentlicht 1749 (dt. 1761). Zur Etablierung des Genres in der Weltliteratur trug der 1857 (dt. 1867) publizierte Roman Tom Brown's School Days von Thomas Hughes bei. Im deutschsprachigen Raum traten in der zweiten Hälfte des 18. und im frühen 19. Jahrhundert Jakob Michael Reinhold Lenz mit Der Hofmeister oder Vorteile der Privaterziehung (1774), Johann Gottlieb Schummel mit Spitzbart, eine komisch-tragische Geschichte für unser pädagogisches Jahrhundert (1779) sowie Jeremias Gotthelf mit Leiden und Freuden eines Schulmeisters (1838) hervor.

## Schulerzählungen bis 1918
Im ausgehenden 19. Jahrhundert hatte Emmy von Rhoden mit ihrem Internatsroman Der Trotzkopf (1883; Untertitel: Eine Pensionsgeschichte für erwachsene Mädchen) großen und nachhaltigen Erfolg. Viel Anklag beim weiblichen Publikum fand auch Else Ury mit ihrer Nesthäkchen-Serie, in der vor allem Band 2, Nesthäkchens erstes Schuljahr (1915), eine Schulerzählung ist. Beim männlichen Publikum wurden männerbündische Texte wie Von Jungen, die werden. Neue Geschichten vom Dr. Fuchs (1909) und Die Kriegsprima und andere Geschichten vom Dr. Fuchs (1915) von Fritz Pistorius favorisiert, die zur mentalen Militarisierung der Jugend beitrugen und Kriegsbegeisterung wecken sollten.
Koedukation ist in den frühen Schulerzählungen kein Thema. Es wird von reinen Jungen- oder Mädchenklassen erzählt. Die Lehrerinnen in den Schul- und Internatsromanen für Mädchen sind teils streng und unnachgiebig, teils aber auch verständnisvoll und sozialintegrativ gezeichnet. Anders verhält es sich in den seit dem Ende des 19. Jahrhunderts zunehmend Verbreitung findenden Schulerzählungen für einen erwachsenen Leserkreis. Dazu zählen Werke wie Das Leid eines Knaben (Conrad Ferdinand Meyer, 1988), Der erste Schultag (Arno Holz und Johannes Schlaf, 1889), Der Vorzugsschüler (Marie von Ebner-Eschenbach, 1898), Freund Hein. Eine Lebensgeschichte (Emil Strauß, 1902), Die Turnstunde (Rainer Maria Rilke, 1902), Unterm Rad (Hermann Hesse, 1906), Die Verwirrungen des Zöglings Törleß (Robert Musil, 1906) oder Der Vorzugsschüler (Joseph Roth, 1916). Einige dieser Geschichten enden für die im Mittelpunkt stehenden Schüler sogar tödlich. Sie zerbrechen am autoritären, bürokratisch orientierten, allein an fachlichen Standards ausgerichteten Handeln ihrer Lehrer und am Überehrgeiz ihrer Eltern. Mit seinem herausragenden gesellschaftskritischen Roman Professor Unrat (1904), 1930 von Josef von Sternberg unter dem Titel Der blaue Engel als individuelle Tragödie eines alternden Kauzes weltberühmt verfilmt, fügte Heinrich Mann dem Genre eine neue Facette hinzu, indem er den nur mit seiner Amtsautorität ausgestatteten, persönlich aber schwachen und haltlosen Gymnasiallehrer Raat – ein satirisch gezeichneter Repräsentant des Wilhelminismus – an seiner Leidenschaft für eine Tänzerin sozial zugrunde gehen ließ.

## Schulerzählungen 1918 bis 1968
Die Schulerzählungen, die nach dem Ersten Weltkrieg publiziert wurden, weisen polyvalente Lehrerfiguren auf. Neben dem autoritären gibt es den sozialintegrativen Typus. Auch gebrochene, an der Schulsituation leidende Lehrer kommen bereits vor. Beispielhaft für einen solchen Charakter steht der Lehrer Josef Blau aus dem Roman Die Klasse (1927) von Hermann Ungar. Er leidet unter Wahnzuständen, da er sich mit seiner Klasse in einem ständigen Kampf wähnt, und muss sich beurlauben und von einem stärkeren, „gesünderen“ Kollegen vertreten lassen. Friedrich Torberg erzählt in seinem Jahrzehnte später (1981) von Wolfgang Glück auch verfilmten Roman Der Schüler Gerber (Originaltitel: Der Schüler Gerber hat absolviert; 1930) die Geschichte eines Lehrer-Schüler-Machtkampfs, der für den Schüler Kurt Gerber tödlich endet. Sein Gegenspieler, der Mathematiklehrer Artur Kupfer, genannt „Gott Kupfer“, trägt sadistische, aber auch ambivalente Züge, da er dazu beiträgt, dass Gerber die Matura (das Abitur) besteht. In diesem Zusammenhang ist auch Christa Winsloes Theaterstück Gestern und heute (Uraufführung 1930 unter dem Titel Ritter Nérestan) zu nennen. Das Stück wurde bereits 1931 von Leontine Sagan und Carl Froelich unter dem Titel Mädchen in Uniform verfilmt und spätestens durch das gleichnamige filmische Remake (1958) durch Géza von Radványi mit Romy Schneider, Lili Palmer, Sabine Sinjen und Therese Giehse in Hauptrollen berühmt. Hier geht es einerseits um die erotisch grundierte Liebe zwischen einer jungen Internatsschülerin und einer ihrer Lehrerinnen, andererseits aber auch um eine Abrechnung mit den Erziehungsvorstellungen im Deutschen Kaiserreich insbesondere für Mädchen. Hervorzuheben ist zudem Franz Werfels Roman Der Abituriententag. Die Geschichte einer Jugendschuld (1928), der Anfang des 20. Jahrhunderts und zur Mitte der 1920er Jahre spielt und der neben Lehrerfiguren vor allem vom Wilhelminismus geprägte Schülerfiguren kritisch beleuchtet.
In seinem Kinder- bzw. Jugendbuch-Klassiker Das fliegende Klassenzimmer (1933; s. u.) lässt Erich Kästner in Gestalt des Internatslehrers Dr. Johann Bökh (genannt „Justus“, der Gerechte) einen uneingeschränkt väterlich-fürsorglichen Lehrer auftreten. An Kinder und Jugendliche richtet sich auch Wilhelm Speyer mit seinem Roman Der Kampf der Tertia (1927), der von Solidarität und von der Verpflichtung erzählt, sich für den Schutz der Schwachen einzusetzen. Magda Trott entwirft in den 1930er Jahren in ihren Pucki-Bänden zusehends ein erzkonservatives Frauenbild, das schon in Bänden wie Puckis erstes Schuljahr (1935) und Pucki kommt in die höhere Schule (1936) aufscheint. Eine Sonderrolle nimmt das Bilderbuch Die Häschenschule (1924) von Albert Sixtus und Fritz Koch-Gotha ein, das sich noch heute größter Beliebtheit erfreut.
Für die Zeit von 1933 bis 1945 sind neben Ödön von Horvaths Jugend ohne Gott (1937), einer schonungslosen Kritik an der durch den Nationalsozialismus verdorbenen Jugend, vor allem der Roman Die Feuerzangenbowle (1933) von Heinrich Spoerl sowie die bis heute äußerst populäre Verfilmung gleichen Titels (1944) unter der Regie von Helmut Weiss bemerkenswert. Seine Wirkung bezieht der eng an den Roman angelehnte Film, für den eine frühere Verfilmung durch Robert Adolf Stemmle (1934) und eine spätere Verfilmung durch Helmut Käutner (1970) keine Konkurrenz darstellen, vor allem aus dem Charisma seines Hauptdarstellers Heinz Rühmann, aus der Skurrilität brillant dargestellter Lehrerfiguren (Erich Ponto, Paul Henckels), ganz allgemein aus der Verklärung des Schullebens, das in eine nur mittelbar zu erschließende „gute“ Vergangenheit (Deutsches Kaiserreich) zurückverlegt ist, sowie aus der stimmungsvollen Musik von Werner Bochmann.
In den ersten beiden Jahrzehnten nach dem Zweiten Weltkrieg spielt das Thema Schule in an Erwachsene gerichteter deutschsprachiger Literatur keine prominente Rolle. Einschlägiger ist es hingegen im Bereich Kinder- und Jugendliteratur bspw. mit Oliver Hassencamps Die Jungens von Burg Schreckenstein (1959) und insbesondere mit Anna Maria Jokls Roman Die Perlmutterfarbe. Eine Kindererzählung für fast alle Leute (1948) vertreten. Die Perlmutterfarbe, 2008 von Marcus H. Rosenmüller unter gleichnamigem Titel verfilmt, erzählt anhand einer Schulgeschichte vom Aufkommen des Nationalsozialismus Anfang der 1930er Jahre.
Ein größeres Erwachsenenpublikum erreicht das Thema Schule in der Adenauerzeit aber dennoch bspw. durch BRD-Kino- bzw. Fernsehfilme wie Kurt Hoffmanns Kästner-Verfilmung Das fliegende Klassenzimmer (1954; weitere Verfilmungen 1973 durch Werner Jacobs und 2003 durch Tomy Wiegand), in der Kästner selbst als Autor und Erzähler auftritt, sowie durch Axel von Ambessers Der Pauker (1958) und Ladislas Fodors / Georg Marischkas Die Abiturientin (1958).

## Schulerzählungen 1968 bis 1990
Für die an Erwachsene gerichtete Literatur sind für diesen Zeitraum im deutschsprachigen Raum Texte wie Barbara Frischmuths Die Klosterschule (1968), Hugo Dittberners Das Internat (1974), Günter Herburgers Hauptlehrer Hofer (1975; unter diesem Titel im gleichen Jahr verfilmt von Peter Lilienthal), Hermann Burgers Schilten. Schulbericht zuhanden der Inspektorenkonferenz (1976; 1978 unter dem Titel Schilten verfilmt von Beat Kuert), Moritz Krügers Schulflucht (1978), Brigitte Kronauers Frau Mühlenbeck im Gehäus (1980) oder Alfred Anderschs Der Vater eines Mörders (1980; unter diesem Titel 1987 verfilmt von Carlheinz Caspari) zu nennen. Wie die Titel bereits erahnen lassen, setzen sich Frischmuth und Dittberner, zum Teil biographisch motiviert, mit schulischen Sonderformen und deren missbräuchlichen Erziehungsmethoden auseinander. Herburger und Andersch verhandeln weiter zurück liegende historische Stoffe, die bis ins frühe 20. Jahrhundert, ins Elsass um 1910 und ins München Ende der 1920er Jahre zurückreichen. Auch hier geht es um autoritäre, z. T. an Klassenverhältnisse gebundene Haltungen und Strukturen, die im Nationalsozialismus kulminieren. Burgers in Aargau in der Schweiz spielender Provinzroman liefert die Psychografie einer obsessiv handelnden Lehrerfigur und damit zugleich diejenige einer ganzen Region, ja eines ganzen Landes. Krüger und Kronauer in den 1970er Jahren angesiedelte Geschichten erzählen von einem jungen Lehrer bzw. einer jungen Lehrerin, die in schwere persönliche und berufliche Krisen geraten.
Im Bereich der Kinder- und Jugendliteratur ist Schule als Thema in diesem Zeitraum weniger präsent als in anderen Zeiträumen; andere Themen, insbesondere solche gesellschaftskritischer und interkultureller Art, dominieren, zumindest in der BRD. Aus der DDR ist beispielsweise Uwe Kants Jugendroman Das Klassenfest (1969) zu nennen, in dem aus unterschiedlicher subjektiver Perspektive von den Schulschwierigkeiten und den familiären Problemen eines Jungen sowie von einem jungen Lehrer erzählt wird, der sich des Jungen annimmt, obwohl er selbst in unterschiedlicher Hinsicht problembeladen ist. Der Roman, der mittelbar auf staatlich-offizielle, schönrednerische Behauptungen über die Schul- und Gesellschaftswirklichkeit reagiert, wurde 1971 von dem DEFA-Regisseur Rainer Simon unter dem Titel Männer ohne Bart verfilmt. Unter den bundesrepublikanischen Publikationen können Paul Maars Erfolgsbuch Eine Woche voller Samstage (1973) sowie Irina Korschunows und Edith Schindlers Kinderbuch Für Steffi fängt die Schule an (1982) als typische Beispiele genannt werden. Am ersten Schultag sieht sich Steffi bei Korschunow mit einer ganzen Reihe von Misslichkeiten konfrontiert, doch nachdem sie alle Schwierigkeiten gemeistert hat, kann sie wohlgemut verkünden: „Morgen gehe ich wieder zur Schule“. Auch Maar berichtet von einer Erfolgsstory, gelingt es dem bis an die Grenze des Penetranten unerschrockenen Sams doch, nicht nur Herrn Taschenbier auf beide Beine zu stellen, indem sie ihn von einem furchtsamen zu einem selbstbewussten Mann macht, sondern auch den öden Schulalltag.
1968 wurde die Kino-Serie Die Lümmel von der ersten Bank (Regisseure: Werner Jacobs, Harald Reinl, Franz Josef Gottlieb) mit dem Jacobs-Film Zur Hölle mit den Paukern (nach einem satirischen Roman von Alexander Wolf) eröffnet. Bis 1972 folgten sechs weitere Filme in dieser Serie, darunter Jacobs’ Hurra, die Schule brennt (1969) und Reinls Wir hau’n die Pauker in die Pfanne (1970). Die Serie setzte auf komödiantische Unterhaltung mit einigen kritischen Untertönen gegenüber einer veralteten Pädagogik und autoritären, konservativen Lehrern. Bei der Neuverfilmung des Romans Das fliegende Klassenzimmer (1973) mit Joachim Fuchsberger in der Rolle des Dr. Bökh führte wiederum Werner Jacobs Regie. Die Modernisierung des Stoffs zeigt sich vor allem in neu hinzugekommenen internationalen Bezügen: Der Schüler Johnny Trotz fliegt zu Beginn aus den USA nach Deutschland, die Eltern von Martin Thaler versuchen in Afrika eine Existenz zu gründen.
Kaum mit der Schulwirklichkeit und der Lebenswirklichkeit junger Mädchen kompatibel ist die dreizehnteilige Kino-Erotik-Serie Schulmädchen-Report (1970–1980), bei der Walter Boos und Ernst Hofbauer Regie führten und die, angelehnt an ein Buch von Günther Hunold, als Softporno unter dem Deckmantel dokumentarischer Berichterstattung vorwiegend voyeuristische Bedürfnisse bediente. Dies gilt auch für den Eberhard-Schröder-Film Schüler-Report (1971), der das Pendant zu den Schulmädchenfilmen darstellt.
Peter Zadeks erster Spielfilm Ich bin ein Elefant, Madame (1968), der auf Thomas Valentins Roman Die Unberatenen (1963) basiert und 1969 auf der Berlinale mit dem Silbernen Bären ausgezeichnet wurde, thematisiert anhand eines Gymnasiums in Bremen in teils heiterer Form die auf eine umfassende Demokratisierung und Liberalisierung zielende Studentenrevolte der 1960er Jahre. Er entwirft dabei unter anderem das Bild eines heterogenen Lehrerkollegiums, das zwischen autoritär und traditionsverhaftet und liberal und fortschrittlich changiert.

## Schulerzählungen der Gegenwart
Für nahezu alle im Folgenden genannten deutschsprachigen Schulerzählungen der Gegenwart in Literatur und elektronischen Medien vgl. die Einzelbeiträge in Günter Helmes, Günter Rinke (Hrsg.): Gescheit, gescheiter, gescheitert? Igel Verlag, Hamburg 2016, ISBN 978-3-86815-713-0.
Mit der von Kurt Bartsch verfassten ZDF-Fernsehserie Unser Lehrer Doktor Specht mit Robert Atzorn in der Hauptrolle des attraktiven Sympathieträgers Dr. Markus Paul Specht, die seit 1991 acht Jahre lang in 70 Folgen (Regisseure: Werner Masten, Vera Loebner, Karin Hercher) ausgestrahlt wurde, erfuhr die Schulerzählung in Deutschland neue Popularität. Das lag unter anderem daran, dass Dr. Specht auch als Privatmann bspw. in diversen Liebeshändeln und in verschiedenen Schultypen an verschiedenen Orten in Deutschland zu sehen war. Entscheidend für den Erfolg der Serie war allerdings, dass realistisch von zahlreichen Alltagskonflikten und -situationen sowie vom aktuellen Zeitgeschehen (Wiedervereinigung, Migration, Multikulturalität etc.) erzählt wurde und auch lange im Fernsehen tabuierte Themen (Drogen, AIDS, Sexualität in der Schule / zwischen Lehrpersonal und Schülerschaft etc.) offen angesprochen wurden. Fortgesetzt wurde das erfolgreiche Konzept von Unser Lehrer Doktor Specht im Fernsehen mit der von 2008 bis 2011 ausgestrahlten, 26 Episoden in 2 Staffeln umfassenden ARD-Serie Die Stein mit Julia Stemberger als Katja Stein (Autoren: Gabriele Herzog, Scarlett Kleint, Sebastian Orlac, Thomas Hernadi, Johannes Lackner) sowie vom Privatsender RTL mit der seit 2009 in bislang 5 Staffeln gesendeten Serie Der Lehrer (eine 6. Staffel ist für 2018 angekündigt), in der Hendrik Duryn den Lehrer Stefan Vollmer verkörpert.
In der an ein Kammerspiel erinnernden Co-Produktion von Arte und Hessischem Rundfunk Die Konferenz (2004) von Niki Stein nach einem Drehbuch von Bodo Kirchhoff wird ein nach Alter, Geschlecht, beruflichem Selbstverständnis, charakterlichen Eigenschaften, mentalen Dispositionen, weltanschaulichen und pädagogischen Grundüberzeugungen sowie privatem Lebensgang sehr differenziertes Bild eines ganzen Kollegiums gezeichnet. Dieses Kollegium, das sich als heterogener, zerstrittener Haufen ohne Vorbildfigur, dafür aber mit beruflich oder privat unterschiedlich stark Geschädigten, Belasteten und Schuldbeladenen erweist, hat darüber zu befinden, ob ein sperrig-selbstbewusster Schüler, der im Rahmen einer Theater-AG-Probe eine Mitschülerin vergewaltigt haben soll, diese Tat begangen hat und von daher von der Schule zu verweisen ist.
In Lars Kraumes Guten Morgen, Herr Grothe (Westdeutscher Rundfunk 2007) und in Connie Walthers Zappelphilipp (Bayerischer Rundfunk 2013) geht es jeweils um einen extremen Problemschüler – ein Jugendlicher hier und ein Kind dort – und um die vielfältigen Bemühungen eines Lehrers bzw. einer Lehrerin, diesen Problemschüler gegen den Widerstand von Mitschülern, Kollegen und/oder Elternschaft in die Klasse zu integrieren und ihm auch über die Schule hinaus Hilfestellungen zu leisten. Dabei überheben sich beide Lehrkräfte und scheitern, unter anderem deshalb, weil sie selbst privat wie in ihrem beruflichen Selbstverständnis problembeladen und widersprüchlich sind und weil sie sich den Risiken und der Tragweite ihres gut gemeinten Handelns nicht bewusst sind.
Tim Tragesers Fernsehfilm Die Lehrerin (ZDF 2011) nach dem Buch von Laila Stieler, der die Folgen eines durch Mobbing unter Schülern motivierten Amoklaufs in einer Schule thematisiert, wurde vom RBB auch in einer Hörspiel-Fassung gesendet. Im Zentrum stehen die befreundeten Lehrerinnen Katja und Andrea Liebnitz. Aufgrund eines Stundentauschs wird Katja, nicht Andrea das Opfer einer mit einer Pistole ausgeübten Gewalttat, als sie sich zwischen den Schützen und dessen Ziel, seinen Peiniger wirft. Das stürzt Andrea Liebnitz, die an Burnout leidet und von daher ihren Beruf aufgeben wollte, in eine in einem Selbstmordversuch resultierende Krise. Nach ihrer Rettung entscheidet sie sich, gestärkt, für die weitere Ausübung ihres Lehrerberufs.
Als sehr problematisch erwies sich Christoph Röhls Die Auserwählten (Neue Deutsche Filmgesellschaft 2014), der vorgibt, bloß ein Spielfilm zu sein, sich aber dem Setting und etlicher Figuren nach sehr erkennbar auf die jahrzehntelangen Missbrauchsfälle an der renommierten Odenwaldschule bezieht. Von daher wurde der Film auch nach der Erstausstrahlung im Fernsehen verboten, und es wurde ihm von wissenschaftlicher Seite vorgeworfen, „aus schrecklichen realgeschichtlichen Geschehnissen schnödes Kapital zu schlagen“, indem er auf filmische und dramaturgische Mittel setzt, die nicht registrieren und intellektuell stimulieren, sondern „Sensation heischender, voyeuristischer, denunziatorischer und blinde Empörung befördernder Natur“ sind.
Das Thema Schule avancierte seit den 1990er Jahren aber nicht nur im Fernsehen zu einem Dauerbrenner, sondern auch im Kino, in der Literatur und im Hörspiel. Sehr erfolgreich waren die Komödien Bora Dagtekins Fack ju Göhte (2013) und Fack ju Göhte 2 (2015) sowie Sönke Wortmanns Frau Müller muss weg! (2015) nach dem Theaterstück Frau Müller muss weg (2011) von Lutz Hübner.
Literarisch erschien in neuerer Zeit eine Vielzahl an schulbezogenen Texten, die sich an Erwachsene und/oder an Jugendliche richten und verschiedenen Genres zuzurechnen sind. So gibt es psychologische Thriller wie Die Witwe, der Lehrer, das Meer (2003) von Mareike Krügel, Im Gehege (2004) von Martina Borger und Maria Elisabeth Straub  sowie Hausaufgaben (2005) von Jakob Arjouni; die Satire Lehrerzimmer (2003) von Markus Orths; ambitionierte Romane und Novellen wie Juli Zehs Spieltrieb (2004), Siegfried Lenz’ Schweigeminute (2008), Klaus Böldls Der nächtliche Lehrer (2010), Judith Schalanskys Der Hals der Giraffe (2011), Nina Bußmanns Große Ferien (2012), Anna Katharina Hahns Am Schwarzen Berg (2012), Jan Böttchers Das Lied vom Tun und Lassen (2013) und Judith W. Taschlers Die Deutschlehrerin (2013); schließlich Adoleszenzromane, in denen ein Teil der Handlung in der Schule angesiedelt ist, bspw. Wolfgang Herrndorfs Tschick (2010), Lola Renns Drei Songs später (2013) und Stefanie de Velascos Tigermilch (2013).
Hörspiele wie Kai Hensels Klamms Krieg (Mitteldeutscher Rundfunk 2001), Sven Strickers Schweigeminute (Norddeutscher Rundfunk 2009), Beate Andres’ Der Hals der Giraffe (Südwestrundfunk 2012) oder Inga Helfrichs Ich Wir Ihr Sie (Bayerischer Rundfunk 2013), die teils auf literarischen Vorlagen beruhen, runden das Bild ab, das von künstlerischer Seite vom Lehrerdasein entworfen wird.

## Internationale Schulerzählungen
Im slawischen, skandinavischen, anglo-amerikanischen und asiatischen Raum haben Schulerzählungen literarischer und filmischer Art eine lange Tradition. Viele Titel, die sich an Erwachsene und/oder an Kinder und Jugendliche wenden und die teils realistisch-dokumentarischer, teils problemorientierter und/oder teils unterhaltender Natur sind, wurden ins Deutsche übersetzt bzw. synchronisiert und im deutschen Kino oder Fernsehen angeboten.
Bekannte, ins Deutsche übersetzte literarische Texte sind bspw. Thomas Hughes’ Tom Brown's Schuljahre. Von einem alten Rugby-Jungen. Zur Darlegung des gegenwärtigen Standes der Erziehung in den oberen Classen Englands (Tom Brown's Schooldays, 1857; dt. Gotha 1867), Enid Blytons Buchreihe Hanni und Nanni (St. Clare’s, 1941–1945; dt. München 1965–1967), Astrid Lindgrens Wir Kinder aus Bullerbü (Alla vi barn i Bullerbyn, 1947; dt. Hamburg 1955) und Madita (Madicken, 1960, dt. Hamburg 1961), Tschingis Aitmatows Der erste Lehrer (Первыйучитель, 1962; dt. Leipzig 1965), Jan Guillous Evil (Ondskan, 1981; dt. München 2000), Morton Rhues Die Welle. Bericht über einen Unterrichtsversuch, der zu weit ging (The Wave, 1981; dt. Ravensburg 2005), Jan de Zangers Dann eben mit Gewalt (Desnoods met geweld, 1986; dt. Kevelaer 1987), Roald Dahls Matilda (Matilda, 1988; dt. Reinbek bei Hamburg 1989), Nancy H. Kleinbaums Der Club der toten Dichter (Dead Poets Society, 1989; dt. Bergisch Gladbach 1990), Johanna Nilssons … und raus bist du. Ein schonungsloser Roman über Mobbing und Ausgrenzung (Hon går genom tavlan, ut ur bilden), 1996; dt. München 1998, Joanne K. Rowlings Harry Potter (Harry Potter. Romanreihe, 1997–2016; dt. Hamburg 1999–2016), Mats Wahls Schwedisch für Idioten (Svenska för idioter, 2003; dt. München 2007) und Joyce Carol Oates’ Sexy (Sexy, 2004; dt. München 2006).
Auch für den internationalen Film gilt, dass er porträtieren, problematisieren, kritisieren oder bloß unterhalten will und sich dabei ganz unterschiedlichen Schulformen in unterschiedlichen sozialen Kontexten zuwendet. Dabei ist sehr auffällig, dass Schule im US-amerikanischen Film verstärkt seit den 1970er Jahren vor allem innerhalb des Teenager-Genres High School Movie bzw. im High School Musical (Grease, 1978) und damit aus Schülersicht im Kontext genereller Adoleszenz-Problematiken thematisiert wird; Schule hat dabei mehr die Funktion einer Kulisse. Das berühmteste Beispiel dürfte Nicholas Rays Rebel Without a Cause (… denn sie wissen nicht, was sie tun; 1955) sein. Doch gibt es auch eine Reihe von US-Filmen, in denen Lehrerfiguren im Zentrum des Interesses stehen. Zudem fällt auf, dass Schule in bestimmten Ländern wie bspw. im Frankreich zu Beginn des 21. Jahrhunderts geradezu zu einem filmischen Modethema wird.
Repräsentative, teils auch filmästhetisch höchst anspruchsvolle Beispiele seit den 1930er Jahren für den internationalen Film sind Jean Vigos Zéro de conduite: Jeunes diables au collège (Betragen ungenügend; FR 1933), Sam Woods Goodbye, Mr. Chips (Auf Wiedersehen, Mr. Chips; UK 1939), Richard Brookses Blackboard Jungle (Die Saat der Gewalt; USA 1955), Vincente Minnellis Tea and Sympathy (Anders als die anderen); (USA 1956), Jack Arnolds High School Confidential (Mit Siebzehn am Abgrund; USA 1958), James Clavells To Sir, with love (Herausgefordert / Junge Dornen; USA 1967), Lindsay Andersons If … (UK 1968), Allan Arkushs und Joe Dantes Rock ’n’ Roll Highschool (USA 1979), Alex Grasshoffs The Wave (Die Welle; USA 1981), Yutaka Osawas Sensei the Teacher (Die Lehrerin; J 1983), John G. Avildsens Lean on me (Der knallharte Prinzipal; USA 1989), Peter Weirs Dead Poets Society (Der Club der toten Dichter; USA 1989), Daniel Petries Toy Soldiers (Boy Soldiers; USA 1991), Nicolas Philiberts Ëtre et avoir (Sein und haben; FR 2002), Mikael Håfströms Ondskan (Evil / Faustrecht; S, DK 2003), Christophe Barratiers Les Choristes (Die Kinder des Monsieur Mathieu; FR 2004), Laurent Cantets Entre les murs (Die Klasse; FR 2008), Jean-Paul Lilienfelds La journée de la jupe (Heute trage ich Rock!; FR, B 2008),